# 향사당
향사당(鄕社堂)는 대한민국 제주특별자치도 제주시 삼도1동에 있는 건축물이다. 1975년 3월 12일 제주특별자치도의 유형문화재 제6호로 지정되었다.
향사당(鄕社堂)·향서당(鄕序堂)·집헌당(執憲堂)·풍헌당(風憲堂)·향헌당(鄕憲堂)·회로당(會老堂) 등으로도 불렸다.

## 개요
향당(鄕黨)의 나이 많은 어른들이 모여서 향중(鄕中)의 여러 일들을 의논하거나 향사(鄕射)· 독법(讀法)을 하며 향안(鄕案)을 보관하고 삼향임(三鄕任 : 좌수·좌별감·우별감)이 상시근무하던 청사이다. 무과에 합격하지 못한 각 고을 무반(武班)들이 봄·가을 2차례 모임을 갖고 활쏘기와 잔치를 베풀며 여러 가지 일들을 의논하던 곳이기도 하다.
가락천 서쪽에 처음 지었던 것을 조선 숙종 17년(1691)에 지금 있는 자리로 옮겨 짓고 향사당(鄕射堂)이라 이름지었다. 그 뒤 정조 21년(1797)에 이름을 향사당(鄕社堂)이라고 고쳤다. 조선 전기에는 좌수의 처소로 쓰이다가 고종 16년(1879)에 신성여학교 자리로 이용하였다.
이 건물은 1981년에 동남향이던 방향을 동북향으로 바꾸어 다시 지은 것이다. 지붕은 옆면에서 볼 때 여덟 팔(八)자 모양을 한 팔작지붕으로 꾸몄다.

## 참고 자료
- 향사당 - 국가유산청 국가유산포털

1. ↑  한국민족문화대백과사전